# Truth or Dare (2013)
Truth or Dare é um filme de terror americano de 2013 e a estréia na direção de Jessica Cameron, que também estrelou, escreveu e produziu o filme. O filme teve sua estréia mundial em 13 de setembro de 2013 no Arizona Underground Film Festival, onde também ganhou o prêmio de Best Horror Feature. Truth or Dare centra-se em um grupo de estudantes universitários que publicam vídeos do YouTube que os ganham não apenas na infâmia mundial, mas também em um fã obsessivo que se tornou um perseguidor mortal.

## Sinopse
Seis universitários alcançam a fama na internet fazendo vídeos de “Verdade ou Desafio” com um toque de violência. É tudo muito divertido, até que seu maior fã decide participar da brincadeira seguindo suas próprias regras.

## Elenco
- Jessica Cameron como Jennifer Collins
- Ryan Kiser como Derik B. Smith
- Heather Dorff como Michelle Lucas
- Shelby Stehlin como Ray Austin
- Devanny Pinn como Courtney Austin
- Brandon Van Vliet como Tony Lockhart
- Jesse Wilson como John Moore
- Buz Wallick como Chet Cheney
- Grae Drake como Bobbi
- Brett Wagner como xerife Bullock

Brian Olea como Joey, o guarda de segurança